# Йосе
Йосе (яп. ヨセ) — завершальна стадія партії в го.
Йосе настає тоді, коли питання життя і смерті груп уже вирішені й території супротивників в основному сформувалися. Мета гравця в йосе завершити формування територій, розширюючи свої і зменшуючи територію супротивника. Умовно йосе можна поділити на дві частини: стадію великого йосе, в якій цінність ходів ще значна, і стадію дрібного йосе, в якій цінність ходів не перевищує двох очок.
У йосе гравець повинен намагатися спочатку зіграти сенте-ходи, а потім готе. Загалом цінність готе ходу в очковому еквіваленті приблизно вдвоє менша від цінності сенте. Рекомендується також намагатися перехопити ініціативу, і намагатися не відповідати на сенте супротивника, зігравши своє сенте в іншому місці, якщо таке є, загрожуючи спустошити територію супротивника ще більше, ніж він загрожує спустошити вашу.
Йосе часто закінчується останнім ко, виграш якого приносить одному із супротивників одне очко.
Йосе — та частина гри, для якої існує математична теорія.